# 恰德察區
49°26′17″N 18°47′23″E / 49.43806°N 18.78972°E

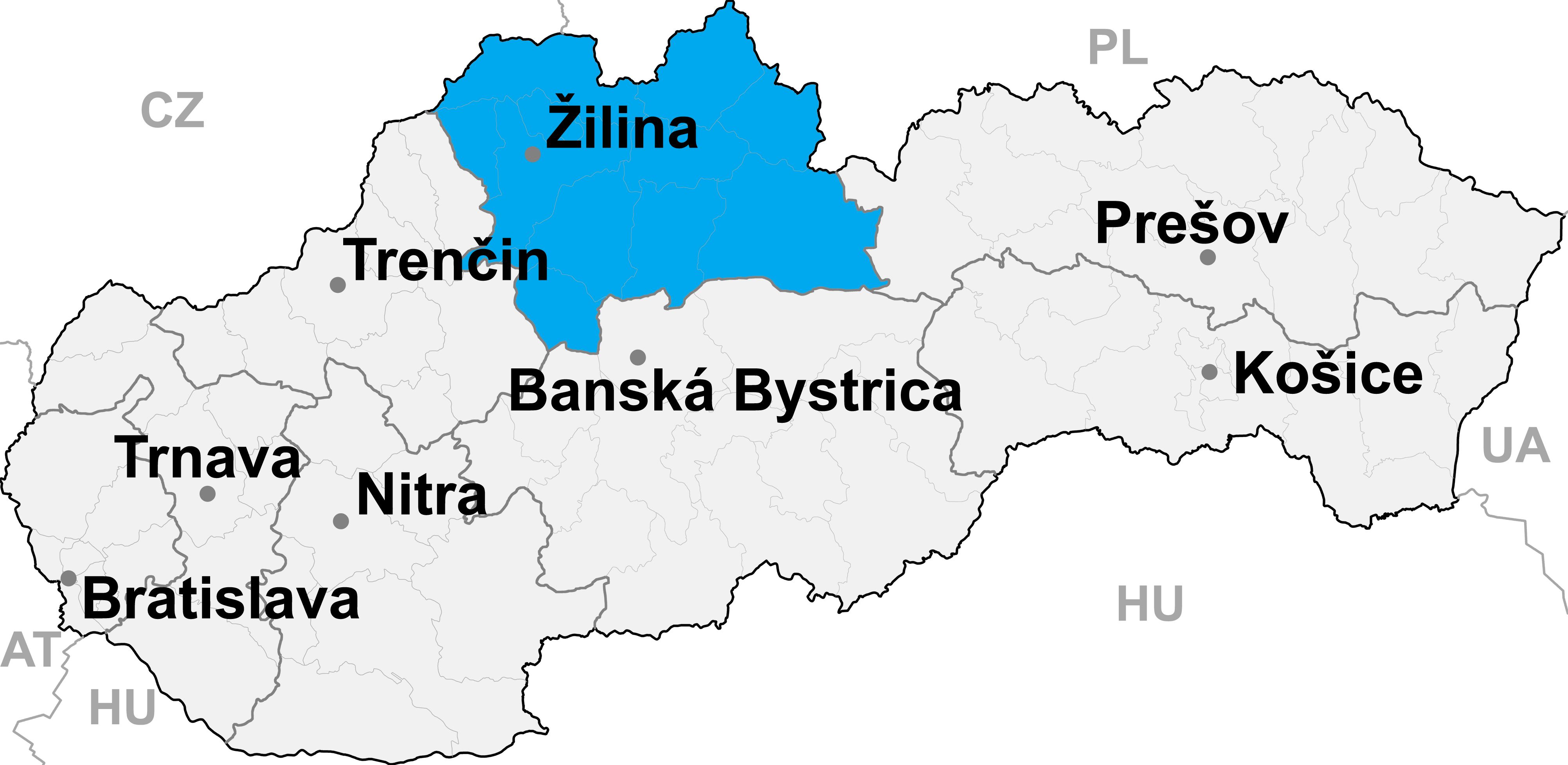

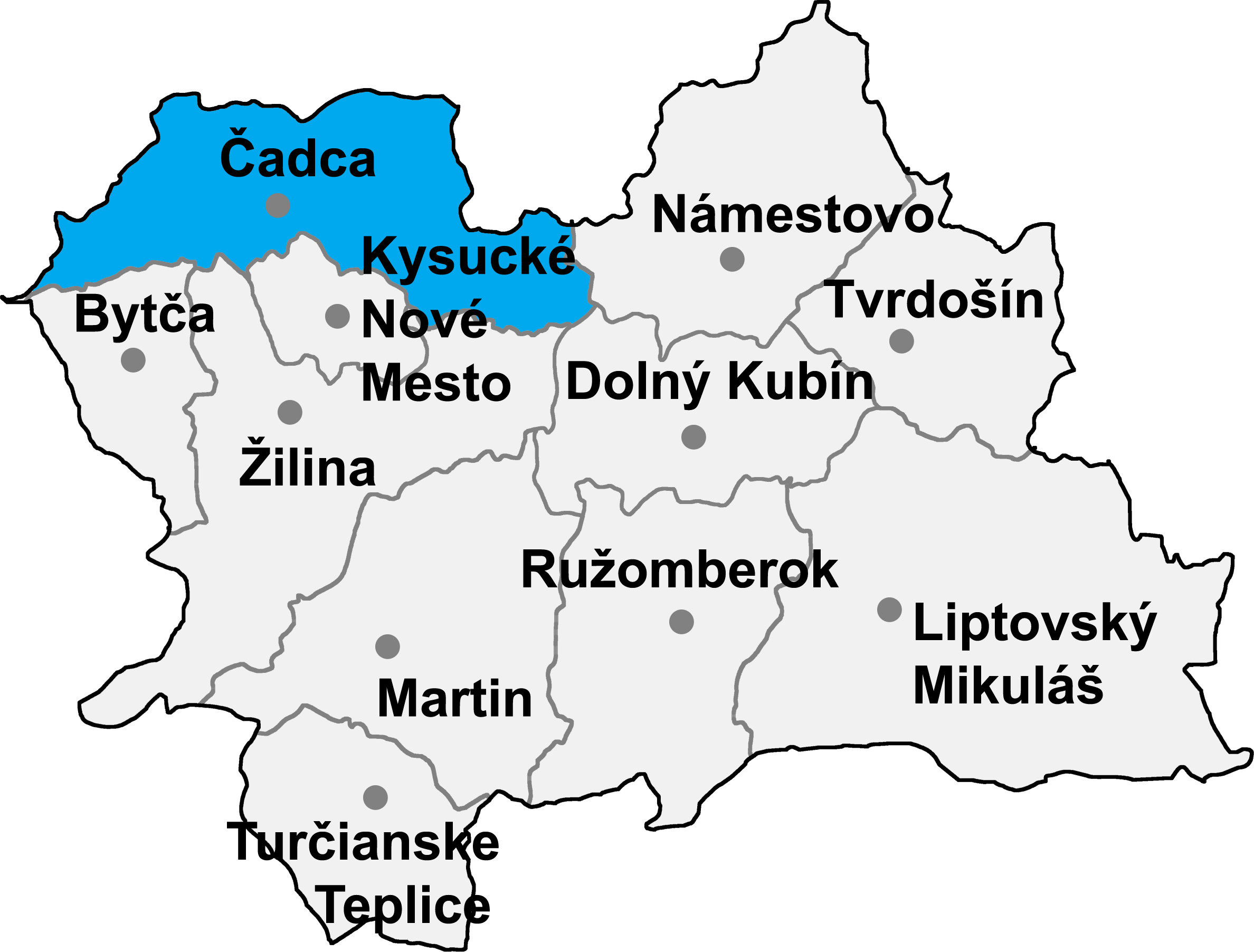

恰德察區，是斯洛伐克的一個區，位於該國北部，由日利納州負責管轄，面積761平方公里，2001年該區人口92,843，人口密度為每平方公里120人。